# Fernando Torres (aktor)
Fernando Monteiro Torres (ur. 14 listopada 1927 w Guaçuí, zm. 4 września 2008 w Rio de Janeiro) – brazylijski aktor, reżyser i producent, z wykształcenia lekarz.

## Życiorys
Urodził się 14 listopada 1927 r. w Guaçuí. Jego ojciec, Manuel Monteiro Torres, który był lekarzem, został pierwszym burmistrzem tego miasta. W wieku siedmiu lat jego rodzina przeniosła się do stolicy stanu Espírito Santo, Vitórii, gdzie jego ojciec rozpoczął karierę polityczną, której rozwój został przerwany przez zamach stanu Getúlio Vargasa w 1937 roku, który ustanowił tzw. Estado Novo, co zmusiło rodzinę do przeniesienia się do Rio de Janeiro.
Fernando Torres ukończył medycynę, ale jego pasją stał się teatr, w którym udzielał się jako aktor, reżyser i producent. Jego teatralna kariera rozpoczęła się w wieku 22 lat od sztuki A Dama da Madrugada Alejandro Casony. Wystąpił w 19 filmach i licznych operach mydlanych, wcielając się w liczne ikoniczne postacie. Wśród jego najbardziej pamiętnych ról są emerytowany lekarz Plínio Miranda w Baila Comigo (Manoela Carlosa) i wojek Romão w Amor com Amor Se Paga (Ivaniego Ribeiro). Jego ostatni występ miał miejsce w Laços de Família (również Manoela Carlosa) w roli Aléssio Lacerdy. Jako reżyser zadebiutował w 1958 roku Quartos Separados Brazylijskiego Teatru Komedii. W następnym roku założył Teatro dos Sete wraz z Fernandą Montenegro, Sérgio Britto, Ítalo Rossim i Gianni Ratto. W 1961 roku otrzymał nagrodę reżyserską za adaptację O Beijo no Asfalto Nelsona Rodriguesa.
Od 1950 r. spotykał się z Fernandą Montenegro, dwa lata później para wzięła ślub. Torres miał z nią dwoje dzieci: filmowca Cláudiego Torresa i aktorkę Fernandę Torres. Jego żona była pierwszą Brazylijką nominowana do nagrody Amerykańskiej Akademii Filmowej (Oscara) – za rolę w Dworcu nadziei Waltera Sallesa (1998), zaś drugą została jego córka – za rolę w Wciąż tu jestem (2024) tego samego reżysera.
Zmarł 4 września 2008 roku w swoim mieszkaniu w Ipanema w Rio de Janeiro z powodu rozedmy płucnej. Miejski teatr w Guaçuí nosi jego imię.